# 布里克科斯塔羅薩山

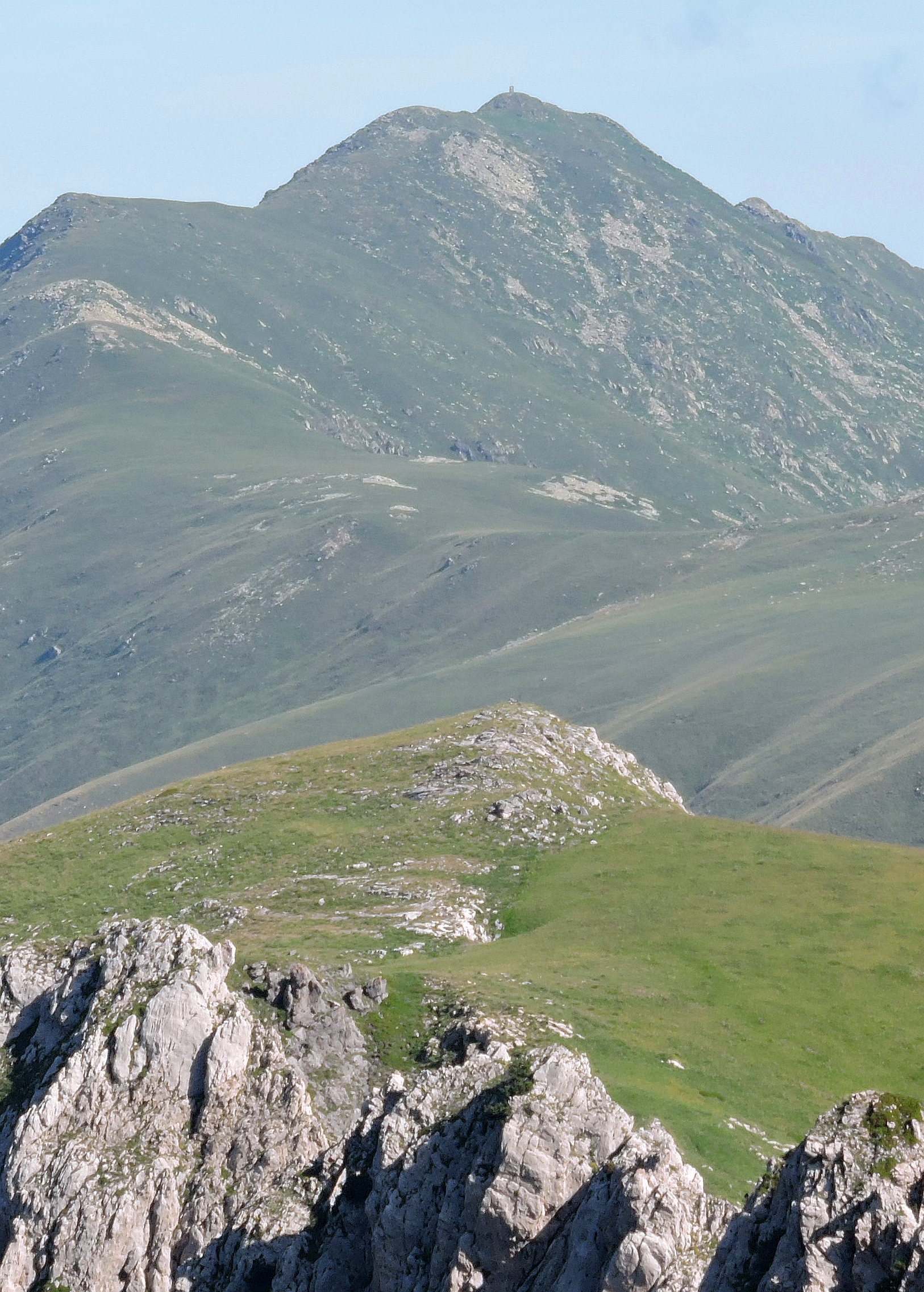

44°15′02″N 7°36′00″E / 44.2506008°N 7.6000402°E
布里克科斯塔羅薩山（義大利語：Bric Costa Rossa），是意大利的山峰，位於該國西北部，由皮埃蒙特大區負責管轄，屬於利古里亞阿爾卑斯山脈的一部分，海拔高度2,403米，每年平均降雨量1,460毫米。